# Fausto Appetente Die
 Fausto Appetente Die  è un'enciclica di papa Benedetto XV, datata 29 giugno 1921, dedicata alla figura di san Domenico di Guzmán in occasione del VII centenario della morte.